# Andreas Bouchalakis
Andreas Bouchalakis (en griego: Ανδρέας Μπουχαλάκης; Heraklion, 5 de abril de 1993) es un futbolista griego que juega en la demarcación de centrocampista para el Hertha Berlín de la 2. Bundesliga.

## Selección nacional
Tras jugar con la selección de fútbol sub-19 de Grecia, la sub-20 y con la sub-21, finalmente hizo su debut con la selección absoluta el 8 de septiembre de 2018 en un encuentro de la Liga de Naciones de la UEFA 2018-19 contra Estonia, partido que finalizó con un resultado de 0-1 a favor del combinado griego tras el gol de Kostas Fortounis.

## Clubes
| Club                             | País       | Año       | Partidos | Goles |
| -------------------------------- | ---------- | --------- | -------- | ----- |
| Ergotelis F. C.                  | Grecia     | 2011-2014 | 72       | 7     |
| Olympiacos F. C.                 | Grecia     | 2014-2017 | 39       | 3     |
| Nottingham Forest F. C. (cedido) | Inglaterra | 2017-2018 | 25       | 2     |
| Olympiacos F. C.                 | Grecia     | 2018-2023 | 187      | 11    |
| Konyaspor (cedido)               | Turquía    | 2023      | 12       | 0     |
| Hertha Berlín                    | Alemania   | 2023-     | 37       | 1     |

## Palmarés

### Campeonatos nacionales
| Título              | Club             | País   | Año  |
| ------------------- | ---------------- | ------ | ---- |
| Superliga de Grecia | Olympiacos F. C. | Grecia | 2015 |
| Copa de Grecia      | Olympiacos F. C. | Grecia | 2015 |
| Superliga de Grecia | Olympiacos F. C. | Grecia | 2016 |
| Superliga de Grecia | Olympiacos F. C. | Grecia | 2017 |
| Superliga de Grecia | Olympiacos F. C. | Grecia | 2020 |
| Copa de Grecia      | Olympiacos F. C. | Grecia | 2020 |
| Superliga de Grecia | Olympiacos F. C. | Grecia | 2021 |
| Superliga de Grecia | Olympiacos F. C. | Grecia | 2022 |